# Rio Iset
Rio Iset é um rio que flui em Sverdlovsk, na Rússia. Ele deságua no rio Tobol, e na cidade de Ecaterimburgo encontra-se no rio. Seu comprimento total é de 606 quilômetros. Os rios Miass e Techa são afluentes do Iset.